# الفرنجة (برنامج)
الفرنجة برنامج مصري تم إنتاجه عام 2015 ، يقدمه الممثلون: أحمد فهمي ، هشام ماجد ، شيكو ، ويذاع أسبوعياً على قناة النهار المصرية.

## فكرة البرنامج
ينتقد البرنامج سلوكيات المصريين الخاطئة من خلال شق درامي تمثيلي للمشكلة وجزء آخر يتم فيه استضافة شخصية ناجحة، وذلك من خلال تصوير حلقات العمل في العديد من الدول الأوروبية المتقدمة، وبيان الفرق بين حياة المواطنين هناك وحياة المصريين وسلوكياتهم، التي تسجنهم في صف دول العالم الثالث رغم توافر كل مقومات النجاح والتقدم في مصر، ومن المشكلات التي سيعرضها العمل القمامة المنتشرة في الشوارع والزحام المروري والإهمال في الحفاظ على المواعيد، والخدمات الحكومية غير المرضية وغيرها من المشكلات التي تؤرق قطاعًا كبيرًا من المصريين.

## المواسم

### الموسم الأول
| الحلقة | تاريخ الحلقة | أسم الحلقة             | الدولة  | الضيف             |
| ------ | ------------ | ---------------------- | ------- | ----------------- |
| 1      | 03/05/2015   | الزواج بالنكهة المصرية | هولندا  | هبة قطب           |
| 2      | 09/05/2015   | معاملة الحيوان         | هولندا  | فاتن الحلو        |
| 3      | 16/05/2015   | المرور                 | ألمانيا | مدحت، حلمي، إسلام |
| 4      | 23/05/2015   | كل سنه وانت طيب        | هولندا  | ممدوح الصعيدي     |
| 5      | 30/05/2015   | صحتك في الحلقة دى      | إسبانيا | د. أكرم العدوي    |
| 6      | 06/06/2015   | طفلك على ما تربيه      | ألمانيا | محمد ثروت         |

### الموسم الثاني
| الحلقة | تاريخ الحلقة | أسم الحلقة         | الدولة  | الضيف      |
| ------ | ------------ | ------------------ | ------- | ---------- |
| 1      | 01/10/2015   | النظافة من الايمان | إسبانيا | --         |
| 2      | 08/10/2015   | الكورة الفرنجاوية  | إيطاليا | حازم إمام  |
| 3      | 15/10/2015   | السياحة            | إيطاليا | جيهان ذكي  |
| 4      | 22/10//2015  | الإنتخابات ج1      | المجر   | --         |
| 5      | 29/10/2015   | الإنتخابات ج2      | المجر   | د. سيد حسن |
| 6      | 05/11/2015   | المصيف             | اليونان | وفي حنا    |
| 7      | 12/11/2015   | الخصوصية           | اليونان |            |

### الموسم الثالث
| الحلقة | تاريخ الحلقة | أسم الحلقة      | الدولة         | الضيف           |
| ------ | ------------ | --------------- | -------------- | --------------- |
| 1      | 06/10/2016   | الموظفين        | سلوفاكيا       |                 |
| 2      | 13/10/2016   | الإعلام         | جمهورية التشيك | أكرم حسني       |
| 3      | 20/10/2016   | المناسبات       | سلوفينيا       | محمود العسيلي   |
| 4      | 27/10/2016   | الأرض لو عطشانة | سلوفينيا       |                 |
| 5      | 03/11/2016   | الحب            | جمهورية التشيك | أسامة منير      |
| 6      | 17/11/2016   | أحب أعيش أونطة  | جمهورية التشيك | أحمد أمين       |
| 7      | 01/12/2016   | الصنايعية       | سلوفاكيا       | أشرف عبد الباقي |
| 8      | 15/12/2016   | الصياعة أدب     | سلوفينيا       | محمد لطفي       |

### الموسم الرابع
| الحلقة | تاريخ الحلقة | أسم الحلقة     | الدولة   | الضيف               |
| ------ | ------------ | -------------- | -------- | ------------------- |
| 1      | 09/03/2017   | فوائد السفر 1  | سلوفينيا | -                   |
| 2      | 16/03/2017   | فوائد السفر 2  | كرواتيا  | حجاجوفيتش           |
| 3      | 23/03/2017   | العيد فرحة     | سلوفاكيا | السفير عمرو الحناوي |
| 4      | 05/05/2017   | أستقبال الوفود | صربيا    | زاهي حواس           |
| 5      | 21/12/2017   | الرياضة        | كرواتيا  | نور الشربيني        |
| 6      | 28/12/2017   | الأزمات        | كرواتيا  | بيومي فؤاد          |
| 7      | 04/01/2018   | الإنسانيات     | صربيا    | دعاء فاروق          |
| 8      | 04/05/2018   | أستقبال الوفود | صربيا    | زاهي حواس           |

## وصلات خارجية
- صفحة برنامج الفرنجة على اليوتيوب
- صفحة البرنامج على موقع السينما